# Klon (Rozogi)
Klon (deutsch Liebenberg) ist ein Dorf in der polnischen Woiwodschaft Ermland-Masuren. Es gehört zur Gmina Rozogi (Friedrichshof) im Powiat Szczycieński (Kreis Ortelsburg).

## Geographische Lage
Klon liegt in der südlichen Mitte der Woiwodschaft Ermland-Masuren, 22 Kilometer südöstlich der Kreisstadt Szczytno (deutsch Ortelsburg).

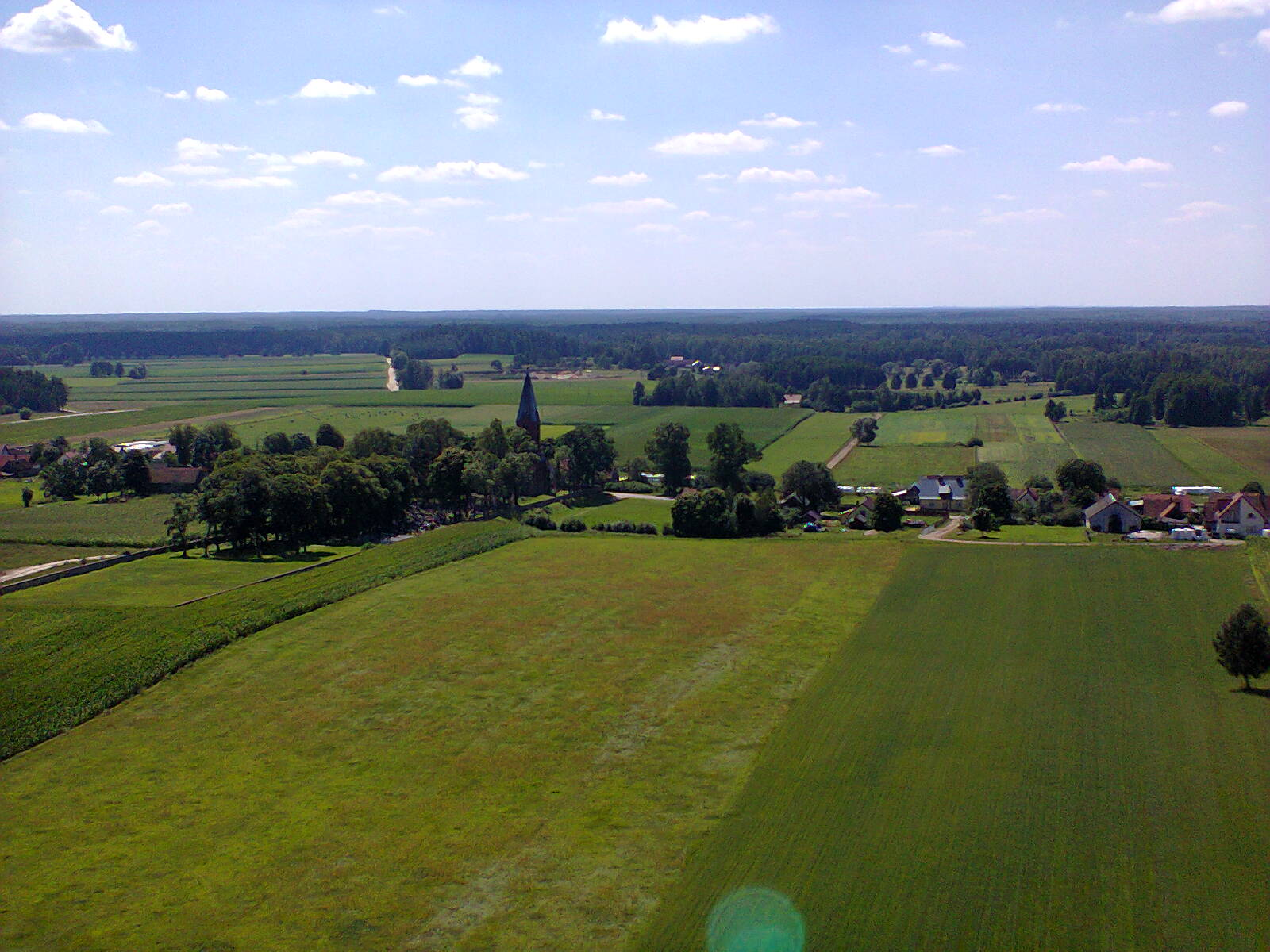
Blick auf Klon

## Geschichte

### Ortsname
Die Gegend um Klon ist flach, lediglich im Norden ist sie hügelig und wird hier von der einst Liebenberg genannten Anhöhe bestimmt, die sich 166 Meter erhebt und der Ortschaft den deutschen Namen verlieh. Der Berg heißt heute polnisch Klonowa Góra, und der Ortsname „Klon“ bedeutet auf Deutsch Ahorn(baum).

### Ortsgeschichte
Lienberg wurde 1654 als Schatulldorf gegründet. Die Gründungsurkunde ist auf den 5. November jenes Jahres datiert, sie nennt Hans Simon als ersten Dorfschulzen Liebenbergs, der den Auftrag erhielt, den Siedlungsort „mit Mannschaft zu besetzen“. Nach sieben Jahren führte man bereits 30 Schatullköllmer auf, zum Ende des 17. Jahrhunderts waren es 51.
Die große Pest (1709–1711) forderte unter den Einwohnern erhebliche Opfer und beeinträchtigte die die wirtschaftliche Entwicklung stark. Danach lagen 22 Bauernstellen brach, für die erst wieder mühsam neue Bewirtschafter gefunden werden mussten. Wirtschaftliche Probleme verursachten auch die jährlichen Überschwemmungen. So waren bis in das 19. Jahrhundert hinein die landwirtschaftlichen Erträge sehr mäßig. Eine Wende zum Besseren kam mit dem Bau des Ostkanals (polnisch Jerutka), einem staatlichen Meliorationsprogramm ab 1870.

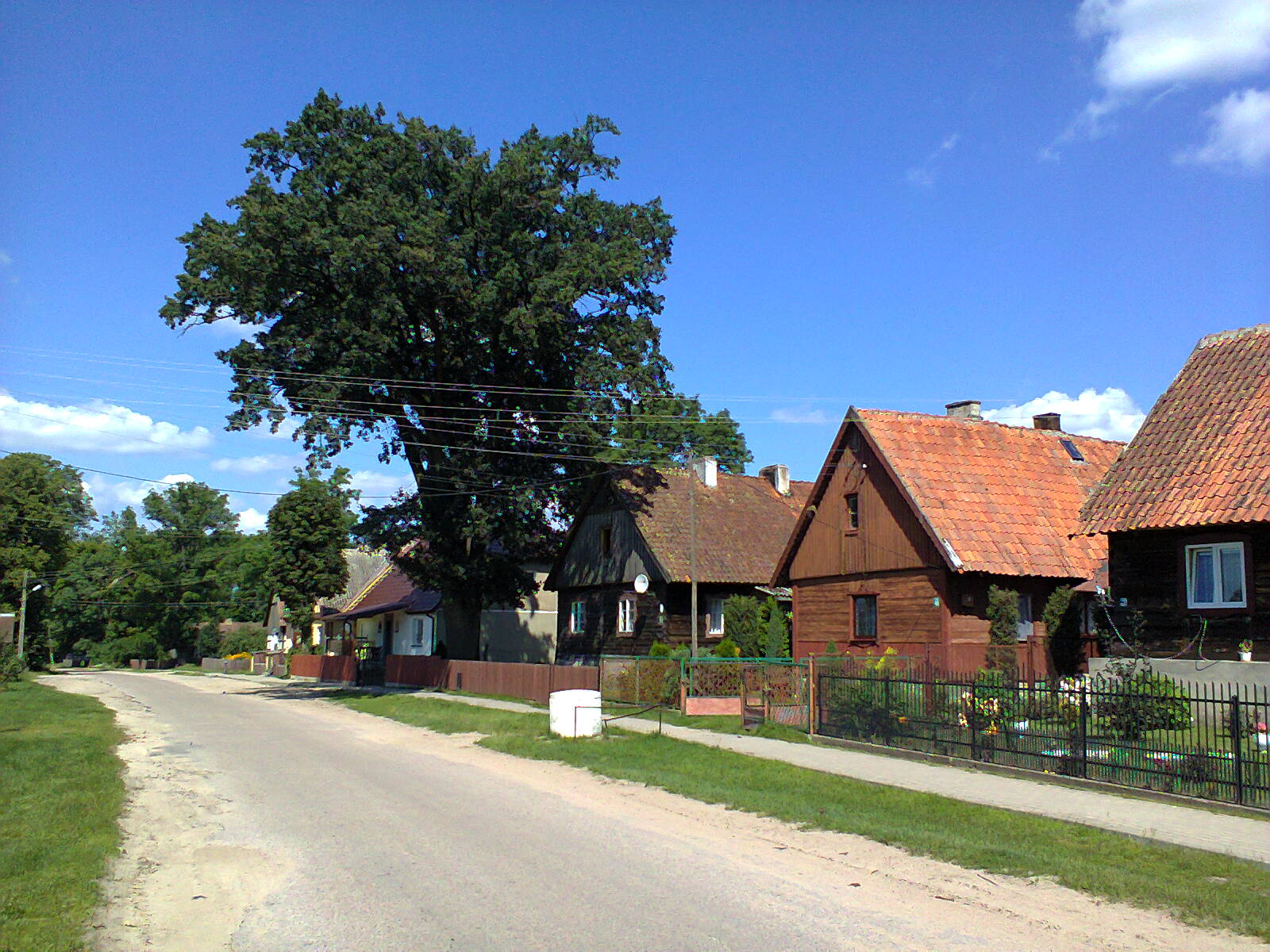
Dorfstraße in Klon

Am 16. Juli 1874 wurde Liebenberg ein Amtsdorf und damit namensgebend für einen Amtsbezirk im Kreis Ortelsburg. Er bestand bis 1945 im Regierungsbezirk Königsberg (ab 1905: Regierungsbezirk Allenstein) in der preußischen Provinz Ostpreußen.
1155 Einwohner waren im Jahre 1910 in Liebenberg registriert, im Jahre 1885 waren es noch 1567 gewesen. 1933 belief sich die Einwohnerzahl auf 1030 und 1939 auf noch 983.
Aufgrund der Bestimmungen des Versailler Vertrags stimmte die Bevölkerung in den Volksabstimmungen in Ost- und Westpreußen am 11. Juli 1920 über die weitere staatliche Zugehörigkeit zu Ostpreußen (und damit zu Deutschland) oder den Anschluss an Polen ab. In Liebenberg stimmten 887 Einwohner für den Verbleib bei Ostpreußen, auf Polen entfielen 19 Stimmen.
Als 1945 in Kriegsfolge das gesamte südliche Ostpreußen an Polen fiel, war auch Liebenberg davon betroffen. Das Dorf erhielt die polnische Namensform „Klon“ und ist heute mit dem Sitz eines Schulzenamtes (polnisch Sołectwo) eine Ortschaft im Verbund der Landgemeinde Rozogi (Friedrichshof) im Powiat Szczycieński (Kreis Ortelsburg), bis 1998 der Woiwodschaft Ostrołęka, seither der Woiwodschaft Ermland-Masuren zugehörig.

### Amtsbezirk Liebenberg (1874–1945)
Der Amtsbezirk Liebenberg bestand bei seiner Errichtung aus sieben Dörfern, am Ende waren es acht:
| Deutscher Name           | Geänderter Name bis 1945          | Polnischer Name | Anmerkungen                       |
| ------------------------ | --------------------------------- | --------------- | --------------------------------- |
| Alt Czayken              | ab 1933: Alt Kiwitten             | Stare Czajki    |                                   |
| Friedrichsthal           |                                   | Cis             |                                   |
| Liebenberg               |                                   | Klon            |                                   |
| Lipniak (bei Liebenberg) | ab 1938: Friedrichshagen (Ostpr.) | Kilimany        |                                   |
| Neu Czayken              | ab 1933: Neu Kiwitten             | Nowe Czajki     |                                   |
| Wystemp                  | ab 1934: Höhenwerder              | Występ          |                                   |
| Zawoyken                 | ab 1934: Lilienfelde              | Zawojki         |                                   |
| ab 1881: Wujaken         | ab 1934: Ohmswalde                | Wujaki          | bis 1881: Amtsbezirk Fürstenwalde |

1945 gehörten Alt Kiwitten, Friedrichshagen (Ostpr.), Friedrichsthal, Höhenwerder, Liebenberg, Lilienfelde, Neu Kiwitten und Ohmswalde zum Amtsbezirk Liebenberg.

## Kirche

### Evangelisch

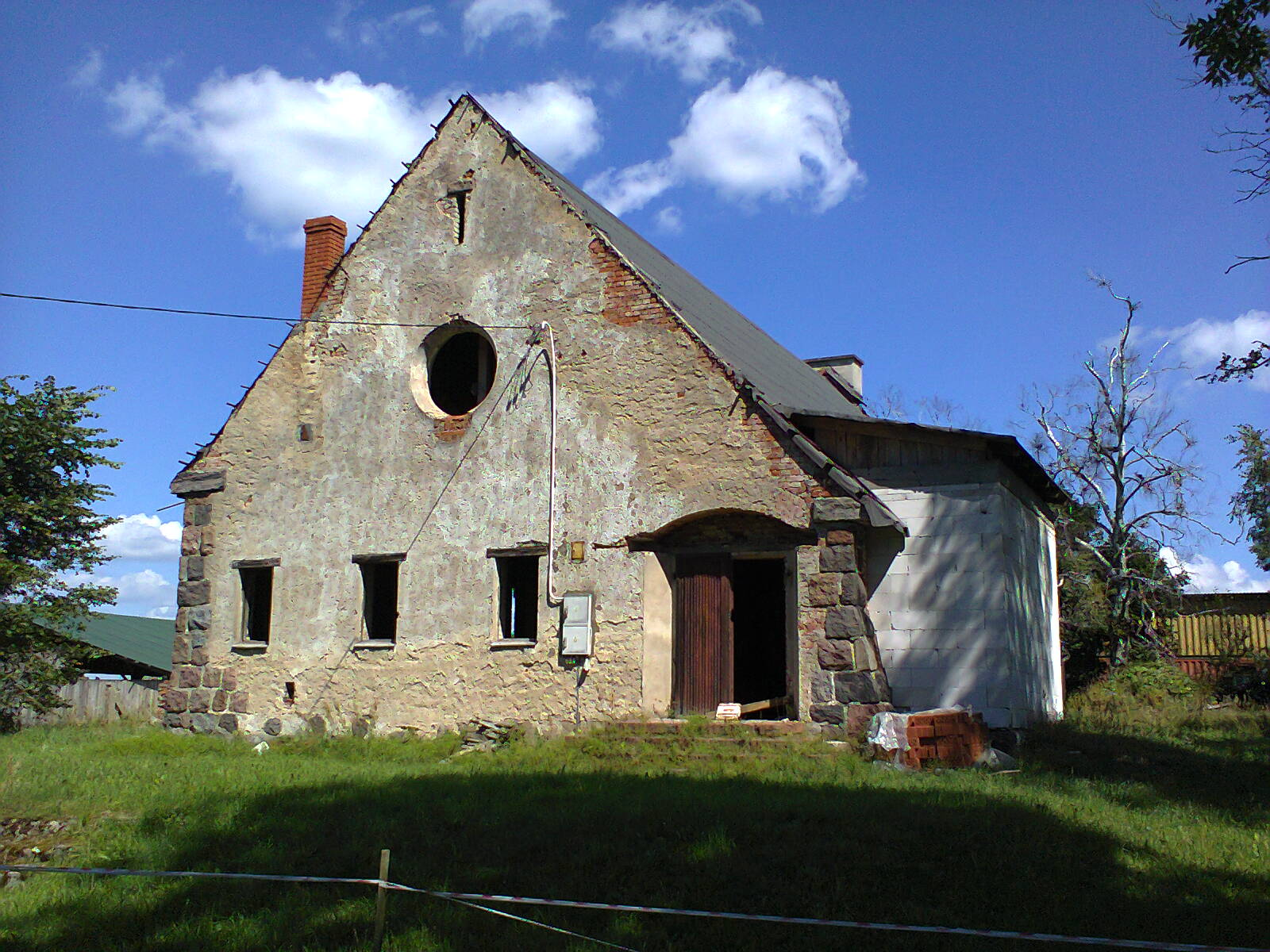
Die baufällige evangelische Kirche in Klon

#### Kirchengebäude
In Liebenberg wurde 1935 mit dem Bau einer evangelischen Kirche begonnen.  Das Bauland hatte der Landwirt Adam Nitzinski zur Verfügung gestellt. Im Februar 1937 fand die feierliche Einweihung des Gotteshauses statt. Es handelt sich um ein verputztes Backsteingebäude mit einem freistehenden Glockenturm aus Holz. Das Bauwerk ist so baufällig, dass es schon lange nicht mehr benutzt werden kann.

#### Kirchengemeinde
Die Einwohner Liebenbergs waren vor 1945 zu etwa 50 % evangelischer Konfession. Sie gehörten zur Kirche Friedrichshof des Superintendenturbezirks Ortelsburg im Kirchenkreis Ortelsburg innerhalb der Kirchenprovinz Ostpreußen der Kirche der Altpreußischen Union. Die Entfernung zum Kirchort betrug mehr als fünf Kilometer. So hielt man die Gottesdienste sonntags in der evangelischen Schule Liebenberg, bis hier eine eigene Kirche gebaut wurde.
Heute leben nach Flucht und Vertreibung nur noch wenige evangelische Einwohner in Klon. Sie gehören jetzt zur Pfarrei in Szczytno (Ortelsburg) in der Diözese Masuren der Evangelisch-Augsburgischen Kirche in Polen.

#### Kirchspielorte
In den zehn Jahren des Bestehens der Kirchengemeinde Liebenberg gehörten drei Orte zum Kirchspiel:
- Liebenberg (polnisch Klon)
- Lipniak (bei Liebenberg) (1938 bis 1945 Friedrichshagen, polnisch Kilimany)
- Zawoyken (1934 bis 1945 Lilienfelde, polnisch Zawojki).

#### Pfarrer
Der erste und letzte Geistliche der evangelischen Kirche Liebenbergs war Pfarrer Siegfried Kühnapfel.

### Römisch-katholisch

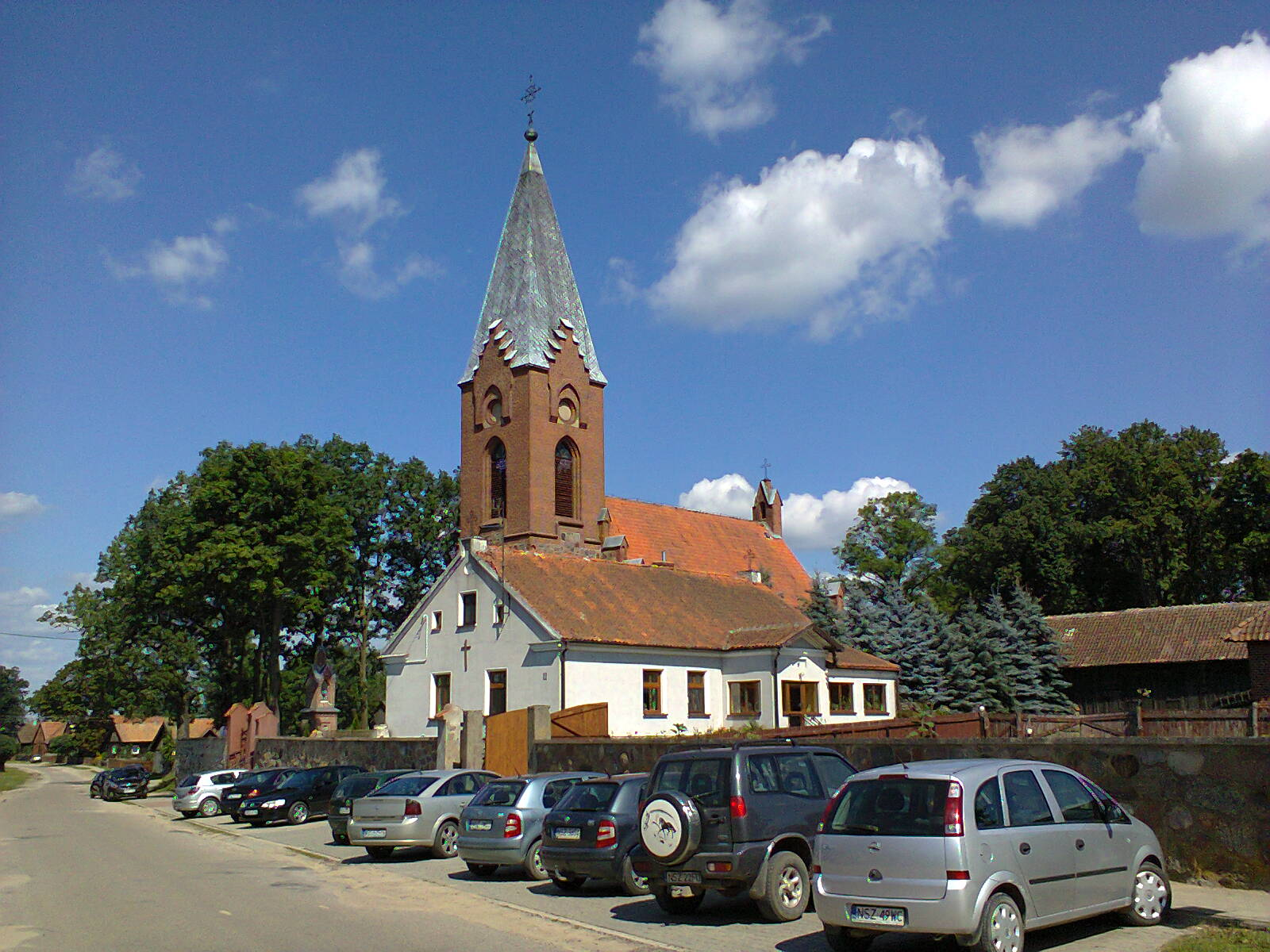
Die katholische Kirche mit Pfarrhaus in Klon

#### Kirchengebäude
Die katholische Kirche in Liebenberg wurde in den Jahren 1859/60 errichtet. Im Jahre 1861 wurde sie geweiht und 1869 als Kreuzauffindungskirche (polnisch Kościół Znalezienia Krzyża Świętego) konsekriert.
Das Bauwerk wurde aus grob bearbeitetem Feldstein errichtet. 1910 erhielt die Kirche einen Turm mit spitzem Dach. Das Geläut bestand aus drei Glocken, die im Ersten Weltkrieg für Munitionszwecke abgeliefert werden mussten. Sie wurden 1920 durch drei neue Glocken ersetzt, die im Zweiten Weltkrieg bewahrt werden konnten.
Das Innere der Kirche bestand aus dem Hauptaltar und zwei Nebenaltären, einer Kanzel und einer Chorempore mit Orgel. Die Kirche ist heute in einem ansehnlichen Bauzustand.

#### Pfarrgemeinde
Die Liebenberger Bevölkerung war zu etwa 45 % römisch-katholischer Konfession. Bis 1964 bildete sie eine Filialgemeinde von Groß Leschienen (polnisch Lesiny Wielkie). Danach hatte das Dorf eigene Pfarrer. In der Gründungszeit der Kirche wurde auch ein katholischer Friedhof hinter der Kirche angelegt, später folgte der Bau des heute noch erhaltenen Pfarrhauses.
Vor 1945 war die Pfarrei Liebenberg in das Dekanat Masuren I mit Sitz in Angerburg (polnisch Węgorzewo) im damaligen Bistum Ermland eingegliedert. Heute gehört die katholische Kirche in Klon zum Dekanat Rozogi (Friedrichshof) im jetzigen Erzbistum Ermland.

#### Pfarreiorte
Zur weitflächigen Pfarrei Liebenberg gehörten vor 1945 mehr als zwanzig Dörfer, Ortschaften bzw. Wohnplätze.

#### Pfarrer
An der katholischen Kirche in Liebenberg amtierten bis 1945 die Pfarrer:
- Johann Heller, 1864–1865
- August Weichsel, 1865–1869
- August Stock, bis 1886
- Viktor Warkowski, bis 1891
- Johann Kossendey, bis 1898
- Andreas Bajenski, bis 1903
- Paul Grunenberg, bis 1926
- Karl Langwald, ab 1936
- Karl Jablonken, bis 1930
- Josef Przeperski, ab 1938
- Alfons Schulz, 1939–1942
- Georg Heide, 1942–1945

## Kultur und Sehenswürdigkeiten

### Feuerwachturm

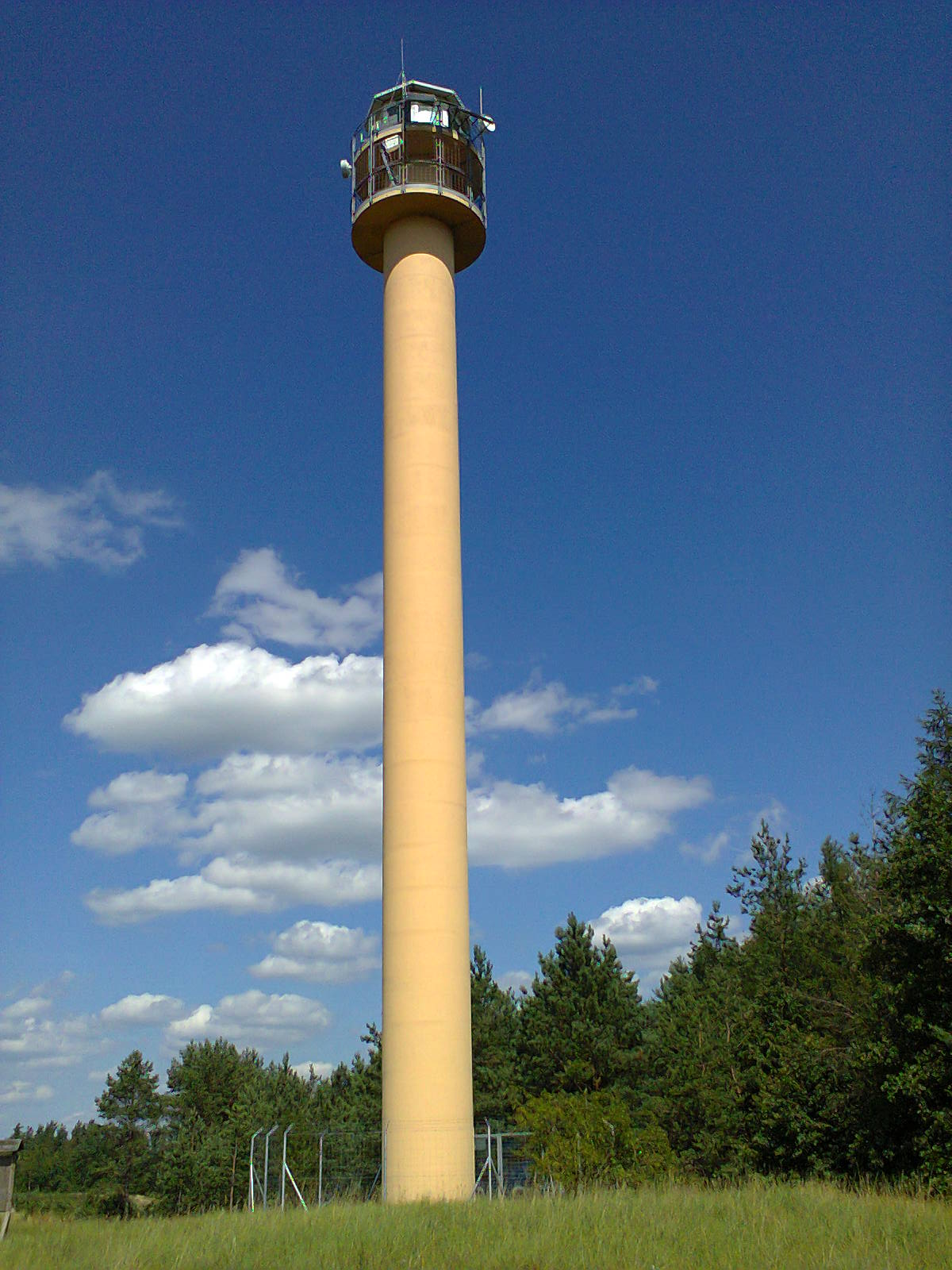
Der Feuerwachturm bei Liebenberg

Neben dem Berg war vor 1945 eine Windmühle Wahrzeichen von Liebenberg. Sie wurde 1870 auf einem Ausläufer des Liebenberges in der Nähe des Dorfes erbaut. Heute weist ein weithin sichtbarer Feuerwachturm den Weg nach Liebenberg. Von oben bietet sich ein wunderschöner Ausblick.

### Holzhäuser

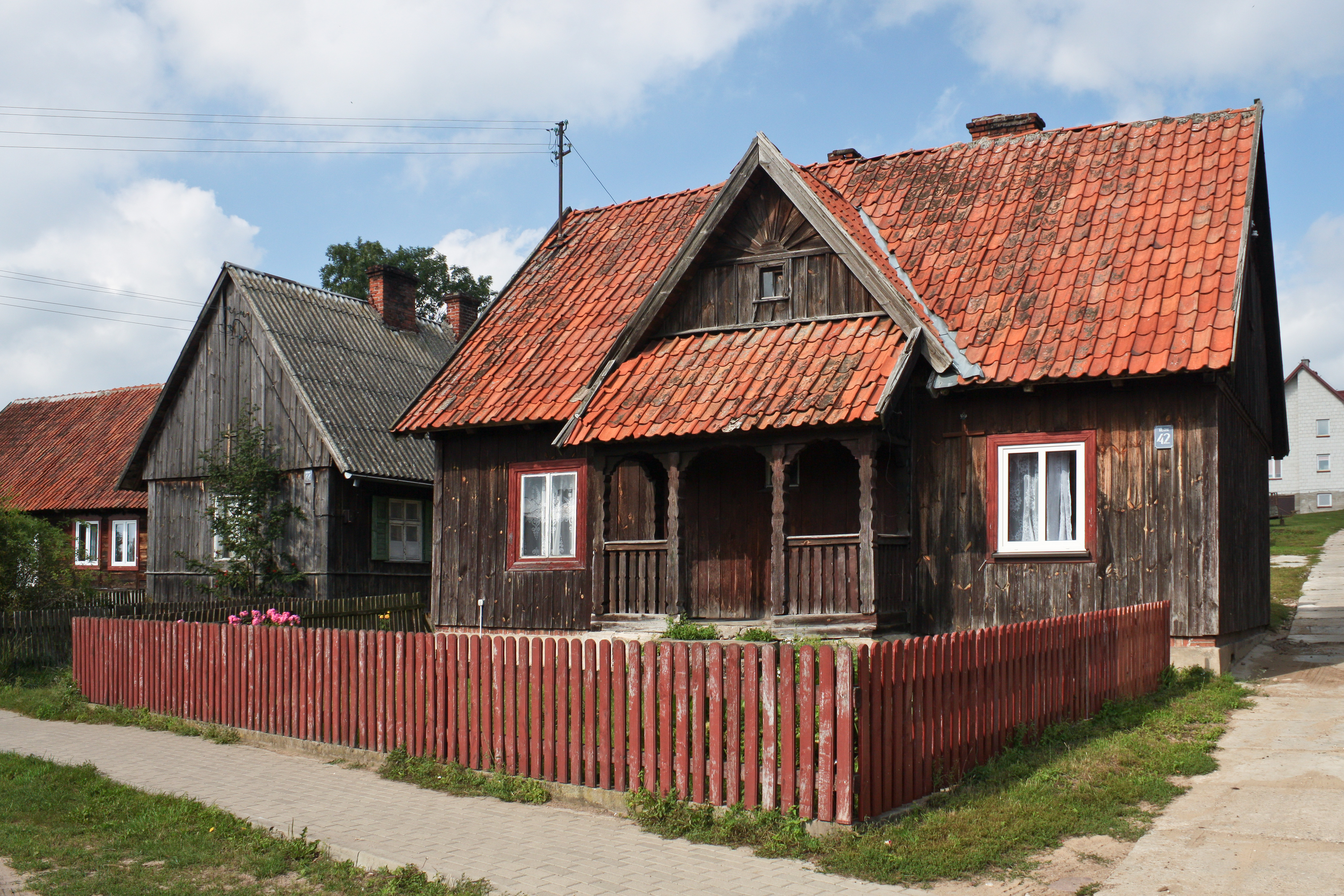
Holzhaus in Klon

Liebenberg gilt als ein typisch masurischer Ort. Es ist eines der letzten Dörfer in Masuren, das im Originalzustand erhalten geblieben ist. Beeindruckend ist der Blick auf die etwa 40 aus Holz gebauten Häuser, die – manche von ihnen mit verspielten Arkadengiebeln – entlang der Hauptstraße stehen.

### Alter Friedhof

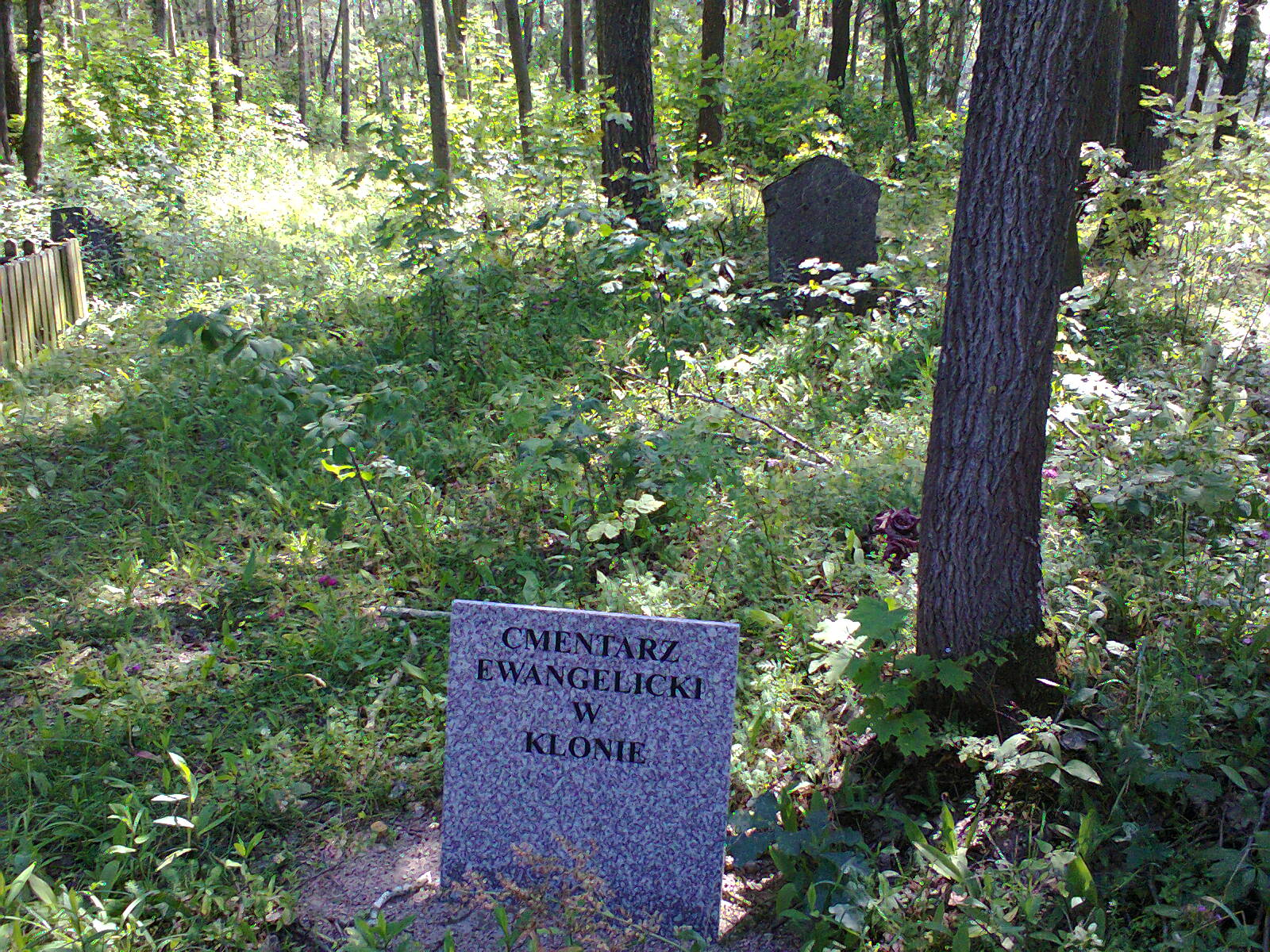
Der alte evangelische Friedhof in Klon

Aus der Zeit vor 1945 stammt der ehemalige evangelische Friedhof mit seinem historischen Grundriss sowie Grabsteinen und Kreuzen.

## Schule
Nach 1870 entstand in Liebenberg sowohl eine evangelische wie eine römisch-katholische Volksschule. Beide waren zweiklassig.

## Verkehr
Klon liegt am Schnittpunkt dreier Nebenstraßen, die das Dorf mit dem Umland vernetzen und ihn auf verschiedene Weise mit der nahe gelegenen polnischen Landesstraße 53 (frühere deutsche Reichsstraße 134) verbinden. Von Rozogi (Friedrichshof) führt eine Straße über Wujaki (Wujaken, 1934 bis 1945 Ohmswalde) nach Księży Lasek (Fürstenwalde), die in Klon die Nebenstraße von Cis (Friedrichsthal) nach Dąbrowy kreuzt. Innerorts endet eine Straße, die von Księży Lasek über Radostowo (Radostowen, 1936 bis 1945 Rehbruch) kommt.
Eine Anbindung an den Bahnverkehr besteht nicht.

## Die Sage von der Kirche im Liebenberg
Um den Liebenberg (polnisch Klonowa Góra) bei Liebenberg rankt sich eine Sage:
Ein Hirtenjunge, der an einem Sonntag vor vielen Jahren hier das Vieh hütete und sich dabei auf die Erde gelegt hatte, vernahm im Berg das Geläut einer Kirche, die hier vor noch früherer Zeit versunken war. Er alarmierte sogleich die Dorfbewohner, die in großer Zahl mit Spaten und Schippen anrückten und nach längerer mühevoller Arbeit auch die Spitze der Kirchturms freigelegt hatten. Als man weitergrub und mit den primitiven Werkzeugen gar nicht recht von der Stelle kam, fluchte einer der Bauern über das mühevolle Werk. Sogleich versank der Turm tiefer in die Erde, und alle weiteren Bemühungen blieben erfolglos.

## Kameradschaft
Nach Liebenberg war an der Albertus-Universität Königsberg eine Kameradschaft des Nationalsozialistischen Deutschen Studentenbundes benannt.